# Jiří Diviš (podnikatel)
Jiří Diviš (* 16. března 1956) je švýcarský podnikatel a manažer původem z Československa trestně stíhaný v kauze privatizace společnosti Mostecká uhelná.

## Dětství a emigrace
V 70. letech hrál závodně basketbal za Baník Most. V roce 1979 emigroval do Švýcarska, kde vystudoval práva. Po studiu pracoval v konzultační společnosti, která se věnovala investičnímu bankovnictví.
Je členem dozorčí rady akciové společnosti Loterie Korunka.

## Kauza Mostecká uhelná
V 90. letech v Česku zastupoval švýcarskou společnost Investenergy S. A., která skupovala akcie Mostecké uhelné společnosti, a.s., pro Appian Group. Jiří Diviš se k MUS dostal jako poradce někdejšího předsedy představenstva této společnosti Antonína Koláčka, s nímž se znal z mládí.
V letech 1998–2002 působil jako člen dozorčí rady Mostecké uhelné společnosti. V roce 2003 společně s Markem Čmejlou řídil strategický vstup Appian Group do Škody Plzeň, která se po éře Lubomíra Soudka nacházela ve stavu klinické smrti. Appian Group odkoupil za 350 milionů korun část firmy od státu a za 450 milionů korun zbývající část Škody od konkurzního správce. Vstup Appianu do plzeňské Škodovky zachránil tohoto tradičního průmyslového výrobce před zánikem. Společnost prošla úspěšnou restrukturalizací a je předním evropským producentem dopravních systémů. Jiří Diviš je dnes spolumajitelem firmy Škoda Transportation.

### Trestní stíhání ve Švýcarsku
V říjnu 2013 ho švýcarský soud za podvod, praní špinavých peněz a padělání listin nepravomocně poslal do vězení na 46 měsíců.. Tyto činy měl spáchat při nákupu menšinového podílu MUS společností Appian od Českého státu v roce 1999.